# Bicarbonatemia
La bicarbonatemia indica la concentrazione plasmatica di ioni bicarbonato, il cui valore normale nell'essere umano è compreso tra 21–30 mEq/L o 21-28 mmol/L.
La variazione al di fuori del range fisiologico di tale parametro, fino ai quadri di acidosi od alcalosi, può indicare malattie legate all'apparato renale, essendo questo l'organo principalmente deputato a regolare il livello di sali o di liquidi nel sangue, oppure all'apparato respiratorio.